# BVG Nr. 5050 und 5051
Die BVG Nr. 5050 und 5051 sind Zweikraftlokomotiven, die 1989 von Kaelble-Gmeinder und Siemens für die Berliner Verkehrsbetriebe (BVG) gebaut wurden. Die Werksbezeichnung lautet Gmeinder E/DE 110. Die Lokomotiven verfügen über einen elektrischen Antrieb, der für die Gleichspannung der Berliner Stromschienen von 750 Volt ausgelegt ist, sowie über einen diesel-elektrischen Antrieb. Ihr ursprünglicher Einsatzzweck war die Überführung von S-Bahn-Zügen.
Die Fahrzeuge trugen bei der BVG die Betriebsnummern 5050 und 5051. Über die S-Bahn-Berlin GmbH gelangten sie zur Deutschen Bahn AG (DB). Dort wurden sie in die Baureihe 478 eingereiht. Damit fallen sie – unabhängig vom Antrieb – in die Kategorie aller Betriebsfahrzeuge der Berliner S-Bahn.
Bei der DB trugen sie die Betriebsnummern 478 601-8 und 478 602-6. Sie wurden auch außerhalb ihres ursprünglichen Aufgabenbereiches eingesetzt. Die 478 602-6 wurde im Jahr 2005 ausgemustert. 2009 wurden beide Loks an die Havelländische Eisenbahn (hvle) verkauft.
Mindestens eines der Fahrzeuge steht mittlerweile auf dem Gelände der Firma Voith im Kieler Hafen.